# Campionati mondiali di ginnastica artistica 2006 - Trave di equilibrio
La finale ad attrezzo alla trave dei 39° Campionati Mondiali si è svolta alla NRGi Arena di Aarhus, Danimarca. La statunitense Nastia Liukin deve difendere il titolo vinto l'anno precedente a Melbourne, ma a causa di un infortunio alla caviglia compete solo alle parallele asimmetriche.

## Vincitrici
| Oro                       | Argento               | Bronzo                     |
| Iryna Krasnianska Ucraina | Sandra Izbașa Romania | Elyse Hopfner-Hibbs Canada |

## Qualificazioni
A causa di un infortunio Chellsie Memmel è stata sostituita da Jana Bieger.
| Pos. | Ginnasta            | Totale | Qual. |
| ---- | ------------------- | ------ | ----- |
| 1    | Zhang Nan           | 16.075 | Q     |
| 2    | Iryna Krasnianska   | 15.775 | Q     |
| 3    | Sandra Izbașa       | 15.550 | Q     |
| 4    | Anna Pavlova        | 15.525 | Q     |
| 5    | Steliana Nistor     | 15.475 | Q     |
| 6    | Olga Shcherbatykh   | 15.400 | Q     |
| 7    | Elyse Hopfner-Hibbs | 15.375 | Q     |
| 8    | Vanessa Ferrari     | 15.375 | Q     |
| 9    | Svetlana Klyukina   | 15.325 | R     |
| 10   | Dariya Zgoba        | 15.300 | —     |
| 11   | Pang Panpan         | 15.300 | R     |
| 12   | Zhou Zhuoru         | 15.275 | —     |
| 13   | Kristina Pravdina   | 15.250 | —     |
| 13   | Laís Souza          | 15.225 | R     |

## Classifica
| Pos.    | Ginnasta            | D. Score | E. Score | Penalità | Totale |
| ------- | ------------------- | -------- | -------- | -------- | ------ |
| Oro     | Iryna Krasnianska   | 6.500    | 9.075    | —        | 15.575 |
| Argento | Sandra Izbașa       | 6.400    | 9.100    | —        | 15.500 |
| Bronzo  | Elyse Hopfner-Hibbs | 6.300    | 9.175    | —        | 15.475 |
| 4       | Anna Pavlova        | 6.200    | 9.075    |          | 15.275 |
| 4       | Zhang Nan           | 6.200    | 9.075    |          | 15.275 |
| 6       | Vanessa Ferrari     | 6.300    | 8.375    |          | 14.675 |
| 7       | Steliana Nistor     | 6.300    | 8.275    |          | 14.575 |
| 8       | Olga Shcherbatykh   | 6.300    | 8.025    |          | 14.325 |